# Claudirene Cezar
Claudirene Cezar (7 de julio de 1985) es una deportista brasileña que compitió en judo. Ganó tres medallas en el Campeonato Panamericano de Judo en los años 2005 y 2009.

## Palmarés internacional
| Campeonato Panamericano | Campeonato Panamericano  | Campeonato Panamericano | Campeonato Panamericano |
| Año                     | Lugar                    | Medalla                 | Categoría               |
| ----------------------- | ------------------------ | ----------------------- | ----------------------- |
| 2005                    | Caguas (Puerto Rico)     | Medalla de plata        | –78 kg                  |
| 2009                    | Buenos Aires (Argentina) | Medalla de plata        | +78 kg                  |
| 2009                    | Buenos Aires (Argentina) | Medalla de bronce       | Abierta                 |